# Johannes Nicolaus Heinrich Rahtgens

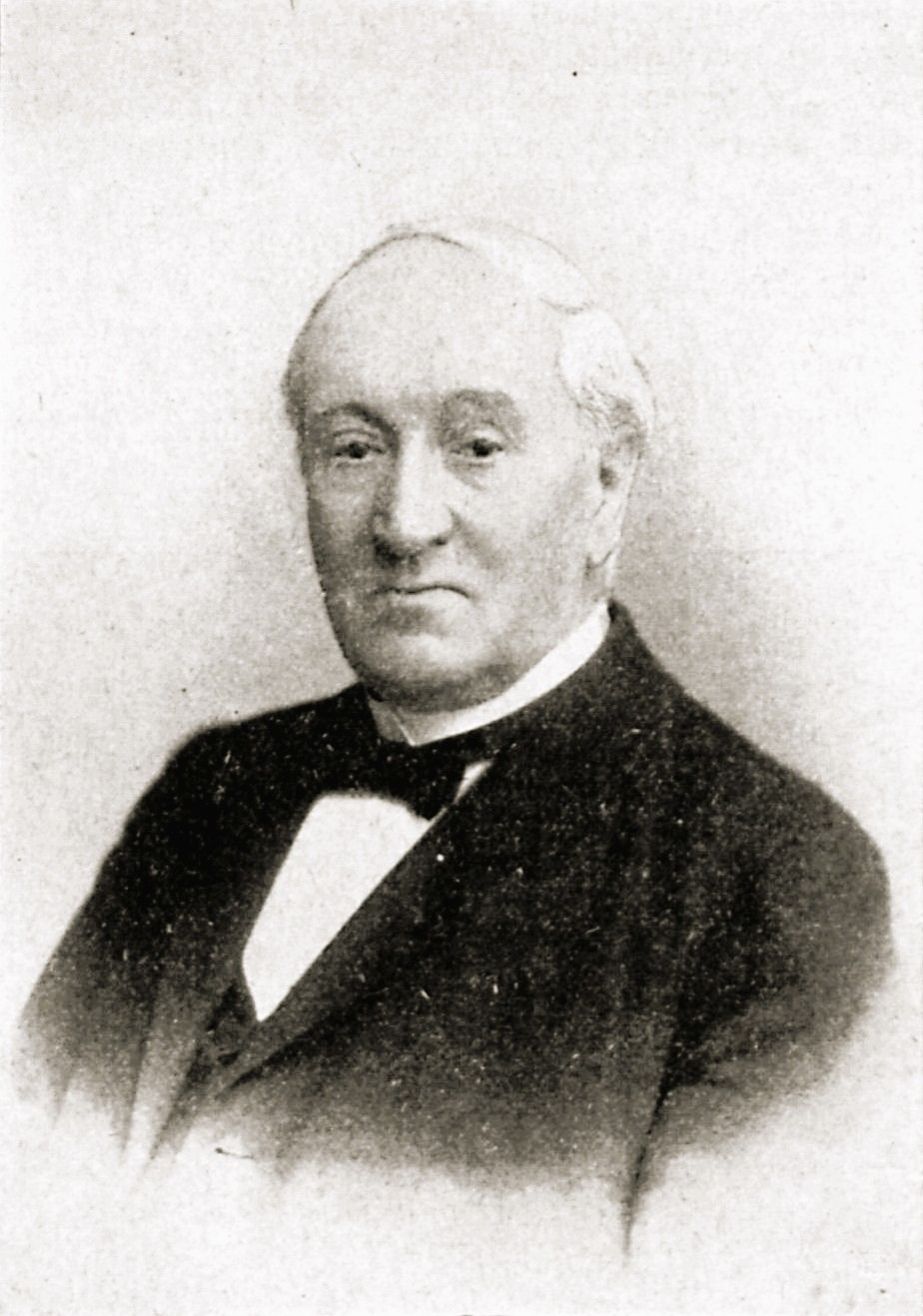
Johs. Rahtgens

Johannes Nicolaus Heinrich Rahtgens (* 22. Juni 1822 in Lübeck; † 17. April 1907 ebenda) war ein deutscher Druckereibesitzer und Abgeordneter der Lübecker Bürgerschaft.

## Leben

### Herkunft
Johannes Nicolaus Heinrich Rahtgens war ein Sohn des Druckers Heinrich Gottfried Rahtgens (1794–1868). Dieser erhielt 1827 vom Lübecker Senat die Konzession zur Buchdruckerei mit der Auflage, keinerlei Eingriffe in die Privilegien der beiden bestehenden Buchdruckereien (Schmidt und Borchers) vorzunehmen.  

### Laufbahn
Rahtgens trat in die Druckerei seines Vaters ein und baute sie unter Beibehaltung der Firma H. G. Rahtgens zu einer der führenden regionalen Druckereien und zur Graphischen Kunstanstalt aus. Bei ihm erschien von 1849 bis 1866 die Lübecker Zeitung, Organ für Politik, Handel, Schiffahrt und Industrie, die Schulprogramme des Katharineums, zahlreiche Vereinszeitschriften, das Lübecker Urkundenbuch Codex diplomaticus Lubecensis, Stadtpläne und Broschüren. Von besonderer Bedeutung war er für die Gesellschaft zur Beförderung gemeinnütziger Tätigkeit und ihr Organ Lübeckische Blätter, die er Anfang 1859 übernahm und bis 1906 nicht nur als Herausgeber, sondern auch als Mitarbeiter und mehrfach als verantwortlicher Redakteur betreute. Seine Artikel erschienen unter der Chiffre 602.
1865 verlegte er Wohnung und Druckerei aus der Alfstraße 51 in das repräsentative Patrizierhaus Mengstraße 9 (heutige Hausnr. 12); das Gebäude wurde beim Luftangriff auf Lübeck 1942 zerstört.
Rahtgens war vielfach bürgerschaftlich engagiert. Neben seinem Engagement in der Gemeinnützigen und seiner Mitgliedschaft in der Lübecker Freimaurerloge Zur Weltkugel war er Vorsteher der Lübecker Gewerbeschule, der Industrieschule und der Herberge zur Heimat. Auf berufspolitischem Gebiet war er Mitbegründer und Vorsitzender des Vereins der Buchdruckereibesitzer, der Buchdrucker-Kranken- und Unterstützungskasse und der Krankenkasse der Lithographen und Steindrucker sowie Mitglied im Vorstand des Vorschuss- und Sparvereins.
Er war bürgerlicher Deputierter zahlreicher Verwaltungsbehörden, wie der Rechnungs-Revisions-Deputation, der Einquartierungs-Kommission, des Departements für indirekte Steuern, der Kirchhofs- und Begräbnis-Deputation und der Zentral-Armen-Deputation sowie Mitglied der Verwaltungsbehörde für städtische Gemeindeanstalten, der Steuerbehörde und des Finanzdepartements gewesen. Von 1867 bis 1882 war er Mitglied der Gewerbekammer und  von 1872 bis 1882 deren Vorsitzender. In seiner Kirchengemeinde  St. Aegidien war er über dreißig Jahre lang Kirchenvorstandsmitglied und ab 1880 Kirchenvorstandsvorsiztender. 
Von 1873 bis 1897 gehörte er der Lübecker Bürgerschaft an und wurde zu einem der hervorragendsten und einflußreichsten Mitglieder. Mehrfach wurde er in den Bürgerausschuss berufen und war wiederholt dessen stellvertretender Wortführer.

### Familie
Rahtgens verheiratete sich mit Alwine.
Sein ältester Sohn, Carl Gottfried Lucian Rahtgens (1851–1906), übernahm die Druckerei. Als er bereits 1906 verstarb, führte dessen Sohn, Otto Alwin Rahtgens, das Geschäft fort. Sein Sohn wiederum, Carl Ernst Rahtgens, nahm an den Vorbereitungen zum Attentat vom 20. Juli 1944 teil und wurde nach dem Scheitern des Anschlags als Widerstandskämpfer hingerichtet.
Hugo Rahtgens wurde Bauingenieur und Architekturhistoriker.
Paul Rahtgens wurde Landesprobst.